# Ik ben verliefd (Sha-la-lie)
Ik ben verliefd (Sha-la-lie) är en låt framförd av Sieneke Peeters. Den är skriven av Pierre Kartner.
Låten var Nederländernas bidrag i Eurovision Song Contest 2010 i Oslo i Norge. I semifinalen den 27 maj slutade den på fjortonde plats med 29 poäng vilket inte var tillräckligt för att gå vidare till finalen.